# William Hepburn Russell
Pour les articles homonymes, voir William Russell.
 (mars 2022).
Si vous disposez d'ouvrages ou d'articles de référence ou si vous connaissez des sites web de qualité traitant du thème abordé ici, merci de compléter l'article en donnant les références utiles à sa vérifiabilité et en les liant à la section « Notes et références ».
William Hepburn Russell (Burlington, 31 janvier 1812 – Palmyra, 10 septembre 1872) est un homme d’affaires américain.

## Biographie
En avril 1860, il fonde avec Alexander Majors et William B. Waddell, le Pony Express, service d'expédition du courrier à cheval à travers l'Ouest américain. Cependant, l’affaire s’arrête en octobre 1861 à cause de la concurrence du télégraphe.